# José Pedro Varela
José Pedro Varela Berro (Montevideo, 19 de marzo de 1845- Montevideo, 24 de octubre de 1879) fue un escritor, periodista y político uruguayo.

## Biografía

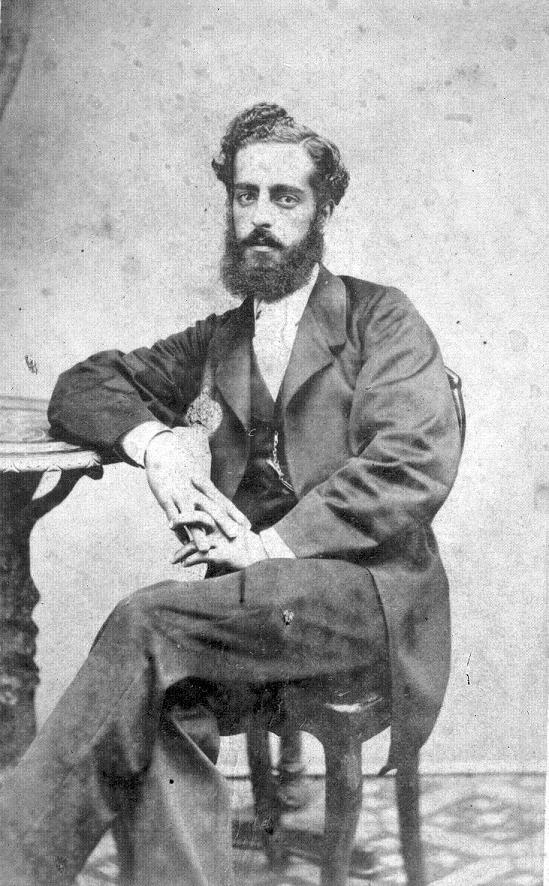

Fue hijo de Jacobo Dionisio Varela Sanxines y Benita Gumersinda Berro Larrañaga, y hermano menor de Jacobo Varela. Su tío abuelo Dámaso Antonio Larrañaga fue destacado por ser religioso, lingüista, arquitecto y botánico que contribuyó, al igual que él, en la educación, siendo uno de los principales responsables de la creación de la  Biblioteca Nacional y junto a Manuel Oribe la Universidad de la República. Además, su tío materno Bernardo Prudencio Berro, fue presidente del Uruguay entre 1860 y 1864.

Entre 1867 y 1868 realizó un viaje a Europa —casi obligatorio para su época y condición social— durante el cual visitó al escritor y poeta francés Víctor Hugo y luego a Estados Unidos donde conoció y cultivó amistad con  Domingo Sarmiento, compañero además en el barco que los trajo de regreso. Semejante vínculo encendió la que iba a ser para siempre su pasión, los temas de la enseñanza, comenzando desde entonces una serie de investigaciones, trabajos y propuestas que más tarde finalizarían en la implantación en el Uruguay de la enseñanza obligatoria, laica y gratuita.
En 1869, ya en Montevideo, se dedicó a la actividad periodística y política a través del diario La Paz, el cual dirigió hasta 1873. Al mismo tiempo creó la Sociedad de Amigos de la Educación Popular junto a Elbio Fernández, Carlos María Ramírez y otros jóvenes de su generación.
El 11 de junio de 1873 contrajo matrimonio en primeras nupcias con Adela Acevedo Vásquez, hija, hermana y sobrina segunda respectivamente de los políticos Eduardo Acevedo Maturana (1815-1863), Eduardo Acevedo Vásquez (1857-1948) y Alfredo Vásquez Acevedo (1844-1923). Tuvieron dos hijos: José Pedro (1874) y Jacobo (1876).
Bajo el gobierno de Lorenzo Batlle, convulsionado por la guerra civil, luchó temerariamente. Pensaba que la educación popular no podía cimentarse y extenderse mientras no se contara con un mínimo de libertad en la paz.
En 1874 publicó La educación del Pueblo, y en 1876 La legislación escolar, libros donde no solo buscaba demostrar la necesidad de una reforma escolar, sino también su plausibilidad. Para ello aportó datos estadísticos sobre la población del país, que manejó como argumentos de su tesis, siendo el primero en usar esta herramienta en la historia intelectual del Uruguay.
En marzo de 1876, asume la Dirección de la Instrucción Pública, cargo que ocupa hasta su muerte el 24 de octubre de 1879 debida a cancer estomacal, cuando tan solo tenía 34 años, en plena tarea reformista.
Su hermano Jacobo Varela se encargó de continuar con su gran reforma educativa.
Actualmente su efigie circula en el billete de 50 pesos uruguayos.

## Ley de Educación Común.
En 1876, acepta el cargo de director de Instrucción Pública, presentando un proyecto de ley por el cual el Estado uruguayo establecería la enseñanza escolar laica, gratuita y obligatoria, organizando también sus institutos reguladores y las asignaturas a dictarse. Este proyecto fue aprobado y convertido en ley el 24 de agosto de 1877 (Decreto Ley de Educación Común).

Volviendo en nombre de elevadas consideraciones de patriotismo sobre una primera resolución, tomada ya, e imponiéndome al hacerlo el arduo sacrificio de legítimos escrúpulos y fundadas resistencias, acepto el puesto para el cual se me nombra, con el firme y decidido propósito de servirlo fielmente en la medida de mis facultades, mientras crea poder hacerlo en pro de los intereses públicos y sin mengua de la dignidad del ciudadano y del hombre
Carta a Lorenzo Latorre, 27 de marzo de 1876

De esta forma, y siguiendo la tendencia europea de aquel entonces, el estado pasaba a tener el control de la enseñanza escolar, y con ella el de la formación intelectual del pueblo uruguayo, al tiempo que actuaba como elemento homogeneizador de la diversidad social y étnico cultural del país, y de justificador de la viabilidad histórica del mismo.
A pesar de la propuesta vareliana la laicidad en la educación uruguaya tardaría varias décadas en llegar, ya que el Decreto Ley de Educación Común instauraba los principios de obligatoriedad y gratuidad, pero no el de laicidad. Esto fue objeto en su momento de grandes discusiones pero finalmente el poder de la Iglesia católica no pudo quitar el principio. Se llegó en este aspecto a una solución negociada que permitía a aquellas familias que no profesaban la fe católica evitar que sus hijos recibieran adoctrinamiento en ese sentido.

## Pensamiento de Varela

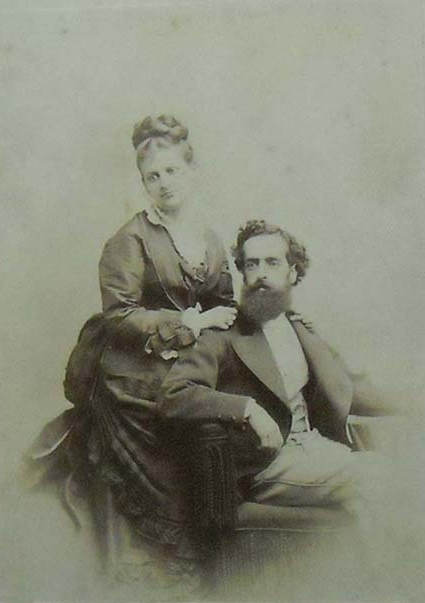
Retrato junto a su esposa Adela Acevedo.

Dos corrientes son las que predominan en el campo filosófico y político:

### El positivismo
Augusto Comte con el positivismo había planteado la necesidad de sustituir el esquema clásico de la religión, por un esquema dogmático que buscaba que la ciencia se convirtiera en una institución, sustituyendo así a la iglesia por la ciencia. Comte consideraba que las clases sociales eran algo natural en la sociedad, y que la clave para solucionar todos los conflictos entre los individuos y la sociedad era la enseñanza de las ciencias a todos los hombres (es decir, la ciencia debía ser la encargada de decirle a los hombres lo que debían hacer). El positivismo se encuentra vinculado con las necesidades de los nuevos estados latinoamericanos y por esto algunos autores van a plantear la creación de una nueva cultura, la cual se encuentre basada en las ciencias. Consideran a la educación como un sinónimo de la regularidad social, control, progreso, estabilidad, etc.
En este contexto Varela considera que la educación era necesaria para el ejercicio de la ciudadanía. “...La educación es cuestión de vital importancia, para aquellos pueblos que, como el nuestro, han adoptado la forma de gobierno democrático-republicana (...) La extensión del sufragio a todos los ciudadanos exige... la educación difundida a todos: ya que sin ella el hombre no tiene la conciencia de sus actos”.
Considera que los pueblos que no tienen gobierno democrático-republicano no tienen libertad en todas sus manifestaciones: "llamando a todos a tener participación activa en el gobierno, dejando abierto el campo a todas las aspiraciones". Sostiene que esta forma de gobierno "despierta la acción y el pensamiento del individuo, en un grado desconocido para los pueblos que viven bajo otra forma de gobierno".

La ilustración del pueblo es la verdadera locomotora del progreso.
Los gauchos, 1865

En esta frase podemos apreciar nuevamente la ideal del Positivismo en José Pedro Varela, que habla del progreso. Al utilizar la locomotora plantea la idea de la modernización, desde el punto de vista de la educación la que llevará al progreso de la sociedad.
Varela consideraba que la educación y que el ideal positivista resolverían las contradicciones del liberalismo clásico. Considera que el liberalismo clásico no puede desarrollar el interés individual sin afectar al interés colectivo y que este problema se resuelve con educación. Considera que la tiranía y que el militarismo se eliminaría de la sociedad porque los pueblos podrían autogobernarse (ya que los individuos al poseer educación se encontrarán capaces de elegir su gobierno y ser libres).
Plantea también, que los conflictos sociales entre las distintas clases sociales (aunque no habla de clases sino de humildes y de ricos) se resuelven con la convivencia. Juntas desde sus primeros pasos en la educación los más privilegiados aprenderán a ser solidarios con los que menos tienen y así superarán el egoísmo.

### El anticlericalismo
El ideal moderno es la democracia. El reino de los cielos ha bajado a la tierra. Ya no basta a la actividad humana un Dios como Júpiter, que permanece inmóvil en su trono, sin que los dolores y las alegrías de los hombres lleguen a conmoverlo. Considera que es necesario un Dios que se encarne en cada hombre, que vive y que palpite con el corazón del pueblo. No un Dios de muerte, sino un Dios de vida.
La Iglesia Católica y la sociedad moderna, 1866

En este fragmento Varela hace referencia al deísmo y al ateísmo. Considera que para crear una democracia se debe separar a la religión del Estado. Lo que se presenta como un pensamiento identificado con la laicidad y las libertades intelectuales humanas.

## Política
Varela participó de la creación de un partido radical liberal democrático (el cual peleó por el voto universal, la igualdad en los derechos de la mujer, etc.) y que se oponía a los partidos tradicionales. Desde donde se acusa a quienes se aprovechaban de la ignorancia del pueblo para disputarse el poder político.

## Publicaciones
- Los gauchos (La Revista Literaria, n.° 13, julio de 1865)
- Las Revoluciones (La Revista Literaria, n.° 14, agosto de 1865)
- Francisco Bilbao y el catolicismo (El Siglo, 24 de noviembre de 1866)
- La Iglesia católica y la sociedad moderna (El Siglo, 15 de diciembre de 1866)
- Ecos perdidos (poemas, 1868)
- Impresiones de viaje
- El sacerdote y la mujer en sus relaciones con la familia (1869)
- La educación del pueblo (1874)
- La legislación escolar (1876)